# سالن کالوی
سالن کالوی (استونیایی: Kalevi spordihall) یک سالن ورزشی در تالین، استونی است.
این ورزشگاه که در سال ۱۹۶۲ تأسیس شده دارای ۱۰۰۰ نفر ظرفیت می‌باشد.